# Pelhamové

Původní erb rodu Pelhamů

Pelhamové jsou anglický šlechtický rod, od 13. století vlastnili statky v jižní Anglii (hrabství Sussex). Až v 17. století dosáhli vyššího postavení a s převzetím dědictví po rodu Holles a získáním titulu vévodů z Newcastle se zařadili mezi vlivné politické klany Velké Británie. V britské historii jsou jedinou rodinou, z níž dva sourozenci zastávali post předsedy vlády (Thomas Pelham-Holles, 1. vévoda z Newcastle, a Henry Pelham), vysokých funkcí ve vládě, u dvora, v námořnictvu, armádě a v církvi dosáhla i řada dalších členů rodu. V 19. století v dalších liniích získali tituly hrabat z Chichesteru (1801) a hrabat z Yarborough (1837) Jejich nejvýznamnějším sídlem byl zámek Clumber Park (hrabství Sussex), který byl kvůli vysokým nákladům na údržbu zbořen v roce 1938. V 19. století byl majetkem rodu jeden z nejslavnějších drahokamů na světě, diamant Hope. V linii vévodů z Newcastle rod vymřel v roce 1988, současnými představiteli rodu jsou John Nicholas Pelham, 9. hrabě z Chichesteru (*1944), a Charles John Pelham, 8. hrabě z Yarborough (*1963).
Rod Pelhamů se připomíná od 13. století, mezi jejich nejstarší sídla patřilo panství Laughton, od nějž byl později odvozen peerský titul. Rodina vlastnila statky v hrabství Sussex, Sir John Pelham (1355–1429) byl v roce 1399 povýšen do šlechtického stavu a dosáhl vlivného postavení za Jindřicha V. Později Sir William Pelham (1530–1587) proslul jako vojevůdce a nejvyšší sudí v Irsku, byl zakladatelem linie Pelhamů na panství Brocklesby v hrabství Lincolnshire.

## Linie

### Vévodové z Newcastle
Sir Thomas Pelham (1653–1712) byl dlouholetým členem Dolní sněmovny za stranu whigů a v roce 1706 získal titul barona s členstvím ve Sněmovně lordů. Jeho manželkou byla Grace Holles (1668–1700), sestra 1. vévody z Newcastle. Jejich starší syn Thomas Pelham přijal i příjmení Holles a získal titul vévody z Newcastle (1715). Thomas Pelham-Holles, 1. vévoda z Newcastle, a jeho mladší bratr Henry Pelham patřili po celou první polovinu 18. století k významným politickým osobnostem Velké Británie a oba zastávali post ministerského předsedy (v historii Velké Británie to byl jediný případ, kdy sourozenci dosáhli postu premiéra). Oba ale zemřeli bez mužského potomstva a titul vévody z Newcastle přešel na jejich synovce Henryho Clintona, 9. hraběte z Lincolnu, který přijal i jméno Pelham.

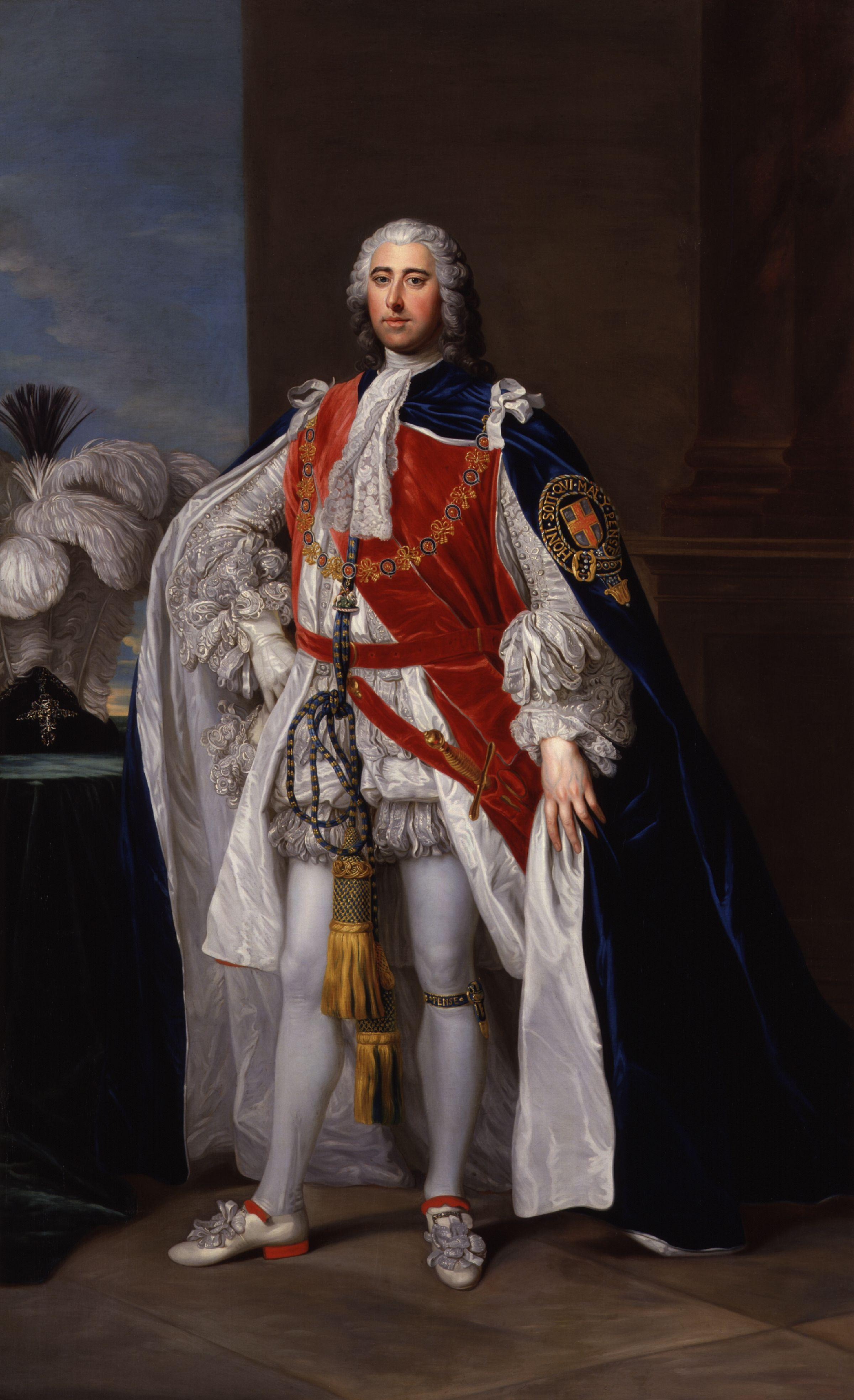
Henry Pelham-Clinton, 2. vévoda z Newcastle (1720–1794)

Henry Pelham–Clinton, 2. vévoda z Newcastle (1720–1794), nezasahoval do politiky tak jako jeho předchůdci, ale jako jeden z nejbohatších šlechticů v Anglii několikrát prosadil svůj vliv. Proslul především jako iniciátor přestavby rodového sídla Clumber Park. Zámek se dodnes nedochoval, ale jeho velikost dokládají parametry velké jídelny zvané State Dining Room, kde u jedné tabule mohlo stolovat 150 osob. Bohaté umělecké sbírky byly zničeny v roce 1879 při požáru. Z dalších generací vynikl 5. vévoda z Newcastle, který byl jako liberální politik ministrem války a kolonií. Kvůli finančním potížím se jeho potomci v politice angažovali již minimálně, Henry Pelham–Clinton, 6. vévoda z Newcastle (1834–1879), kvůli vysokým dluhům opustil Anglii, později se ale výhodně oženil a sňatkem s bohatou dědičkou Henriettou Hope (1843–1913) získal do svého majetku diamant Hope. Jméno Hope užívali pak i další nositelé vévodského titulu (Pelham-Clinton-Hope). Mladší syn 6. vévody, Francis, pozdější 8. vévoda z Newcastle (1866–1941), prodal diamant v roce 1902 za 29 000 liber. Na sklonku života nechal kvůli vysokým nákladům na údržbu zbořit i hlavní rodové sídlo Clumber Park. Jeho syn Henry Edward Pelham-Clinton-Hope, 9. vévoda z Newcastle (1907–1988), předal v roce 1946 zámecký park v Clumberu do správy organizace National Trust a v roce 1950 koupil menší sídlo Boyton Manor v hrabství Wiltshire. Posledním potomkem této linie byl Edward Pelham–Clinton–Hope, 10. vévoda z Newcastle (1920–1988), jehož majetek byl odhadnut na dva a půl miliónu liber. Jeho úmrtím zanikl titul vévody z Newcastle, na vzdálené příbuzenstvo z rodu Clintonů přešel jen hraběcí titul z Lincolnu (nyní Robert Edward Fiennes-Clinton, 19. hrabě z Lincolnu, *1972).

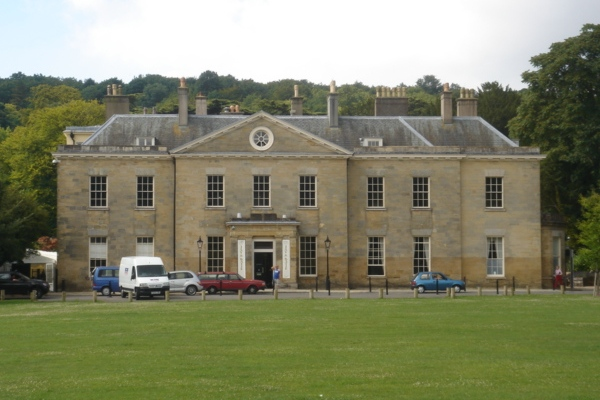
Zámek Stanmer House (hrabství Sussex), sídlo hrabat z Chichesteru

### Hrabata z Chichesteru
Zakladatelem linie hrabat z Chichesteru byl poslanec Henry Pelham (1661–1721), který v roce 1712 koupil panství Stanmer v hrabství Sussex. Zámek Stanmer House vznikl přestavbou v 18. století, Henryho vnuk Thomas Pelham (1728–1805) zastával nižší posty ve vládě a u dvora, v roce 1768 z titulatury zemřelého 1. vévody z Newcastle převzal titul barona ze Stanmeru a vstoupil do Sněmovny lordů, v roce 1801 byl povýšen na hraběte z Chichesteru. Jeho syn Thomas (1756–1826) byl ministrem vnitra a poté dlouholetým generálním poštmistrem. V dalších generacích potomci této linie zasedali v Dolní sněmovně, spíše se ale věnovali regionálním záležitostem v hrabství Sussex. Zámek Stanmer House byl rodovým sídlem do druhé světové války, kdy padl John Pelham, 8. hrabě z Chichesteru (1912–1944). Současným představitelem této linie je John Nicholas Pelham, 9. hrabě z Chichesteru (*1944).

### Hrabata z Yarborough
Titul hrabat z Yarborough náleží rodině Anderson, která v 19. století přijala jméno spřízněného rodu Pelham. Dlouholetý poslanec Charles Anderson (1749–1823) pocházel po babičce z rodu Pelham a v roce 1763 přijal po svém prastrýci Charlesu Pelhamovi jeho příjmení. Spolu s tím získal rozsáhlé panství Brocklesby v hrabství Lincoln o rozloze 11 000 hektarů a nechal přestavět rodové sídlo Brocklesby Hall. V roce 1794 získal titul barona a stal se členem Sněmovny lordů. Jeho syn Charles Anderson–Pelham, 2. baron z Yarborough (1781–1846), taktéž dlouholetý poslanec, zdědil po otci titul barona (1823) a v roce 1837 získal titul hraběte. Součástí hraběcího titulu byl i baronát Worsley z Appuldurcombe, který vycházel ze spříznění s rodinou Worsley a dědictvím panství Appuldurcombe House. Tento zámek potomci prodali v roce 1855.
V dalších generacích se potomci angažovali především v lokální politice v hrabství Lincolnshire, během 19. století rodina zcela upustila od příjmení Anderson a nadále užívá jen příjmení Pelham. Současným představitelem rodu je Charles John Pelham, 8. hrabě z Yarborough (*1963).

## Osobnosti

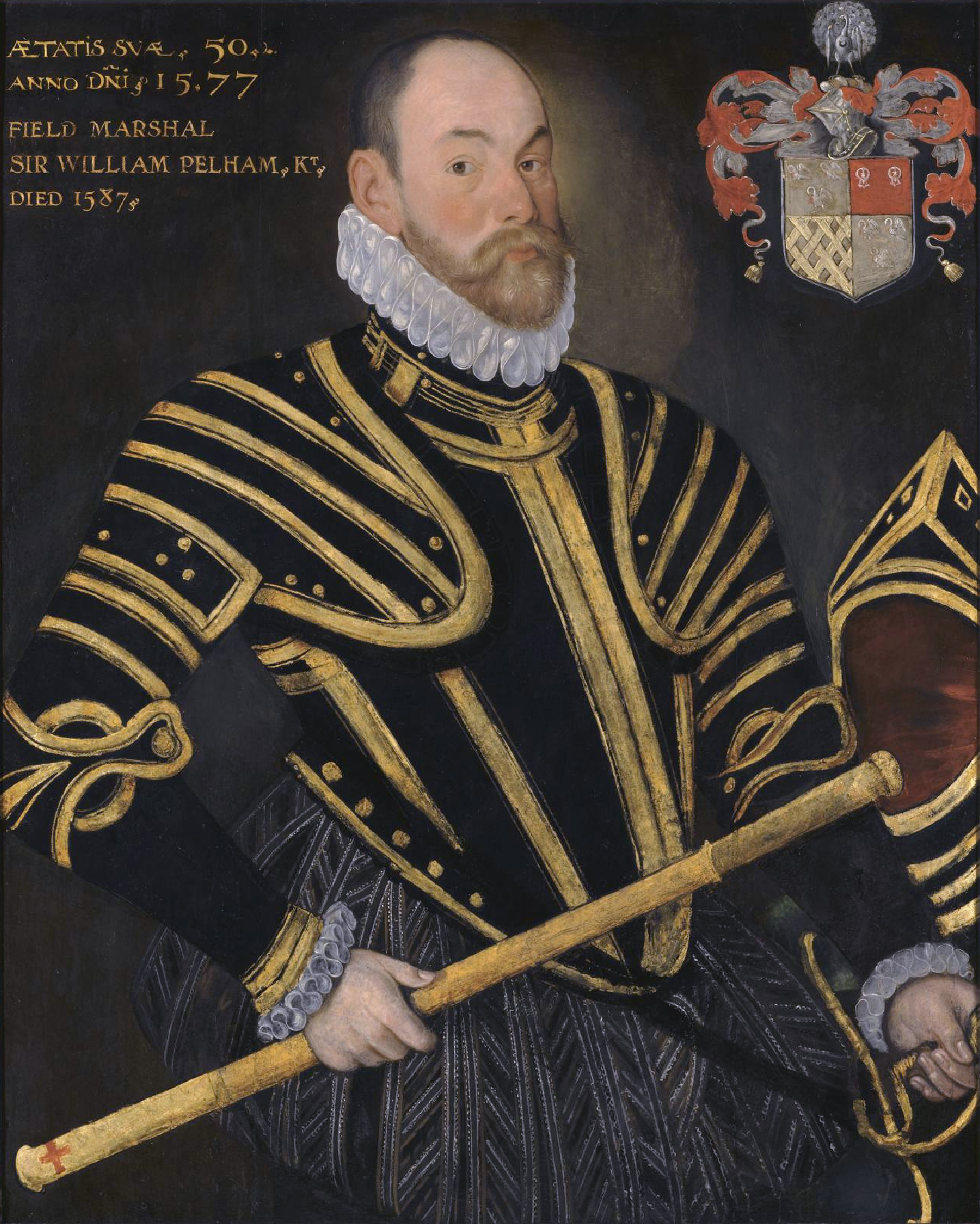
Sir William Pelham (1530–1587), vojevůdce a nejvyšší sudí v Irsku

- Sir John Pelham (1355–1429), politik, diplomat a vojevůdce, r. 1399 povýšen do šlechtického stavu
- Sir William Pelham (1530–1587), vojevůdce, nejvyšší sudí v Irsku
- Thomas Pelham-Holles, 1. vévoda z Newcastle) (1693–1768), britský předseda vlády 1754–1756 a 1757–1762
- Sir Henry Pelham (1696–1754), britský předseda vlády 1743–1754
- Thomas Pelham, 1. hrabě z Chichesteru (1728–1805), politik a dvořan, 1801 povýšen na hraběte z Chichesteru
- Thomas Pelham, 2. hrabě z Chichesteru (1756–1826), ministr vnitra a generální poštmistr
- George Pelham (1766–1827), duchovní, biskup v Bristolu, Lincolnu a Exeteru
- Henry Pelham–Clinton, 5. vévoda z Newcastle (1811–1864), ministr války a kolonií
- John Thomas Pelham (1811–1894), duchovní, biskup v Norwichi
- Frederick Sydney Pelham (1854–1931), admirál, velitel na Gibraltaru